# Manel Barberà i Jardí
Manel Barberà i Jardí (Roquetes, Baix Ebre, 1870 - Lloc de defunció desconegut, 1928 o 1930), fou un jurista i polític català adscrit al Partit Conservador Monàrquic.
Era fill de Miquel Barberà i Curto i de Cinta Jardí i Curto. Tingué dos germans: Joaquim Barberà i Jardí, també afiliat al Partit Conservador Monàrquic i que formà part del govern municipal de Roquetes; i Maria Barberà i Jardí, que fou l'esposa del secretari de l'ajuntament roquetenc, Joaquim Vidal. Es va llicenciar en Dret Civil i Canònic per la Universitat de Barcelona el 1896. Exercí d'advocat i de jutge a la seva localitat natal, i se sap que el 1907 era membre de la Junta Municipal d'Ensenyança de Roquetes.
Entre 1911 i 1915 fou alcalde de Roquetes pel seu partit. Dos anys més tard, l'11 de març de 1917 fou elegit diputat provincial pel districtre Tortosa-Roquetes. El mes de desembre d'aquell mateix any fou nomenat secretari segon de la Mancomunitat de Catalunya. Exercí com a diputat tan sols durant el bienni 1917-1918.
Acabada la seva dedicació política, el 1919 fou nomentat com a cap de districte del Sometent Armat de Roquetes, amb distinció de caporal, càrrec que mantingué fins a l'any 1924.